# Xander de Buisonjé
Alexander Serge (Xander) de Buisonjé (Voorburg, 19 juli 1973) is een Nederlandse zanger en presentator, die bekendheid verwierf als leadzanger van de popgroep Volumia! (1992-2002). Hij zingt zowel in het Nederlands als in het Engels.

## Biografie
De Buisonjé rondde de havo af aan het Lorentz Casimir Lyceum in Eindhoven. In die tijd woonde hij bij zijn ouders in de Sonse wijk De Gentiaan. Hij kreeg bekendheid als leadzanger van de Heerlense band Volumia!, die op 18 april 2002 zijn laatste optreden gaf.
Tijdens het afscheidsconcert in de Amsterdam ArenA voor de overleden zanger André Hazes in september 2004 zong De Buisonjé de Hazes-hit Zij gelooft in mij. In datzelfde jaar speelde hij een gastrol in de VPRO-televisieserie De troubabroers. Na die tijd werd het relatief stil rondom De Buisonjé. In het najaar van 2005 gaf hij nog wel een concert in de Heineken Music Hall. Ook schreef hij het danslied Bewegen voor de 2005-editie van Kinderen voor Kinderen.
In november 2007 trad De Buisonjé op met een nummer dat speciaal geschreven is voor Unicef, de VN-kinderrechtenorganisatie. Voor het programma Million Dollar Wedding, gepresenteerd door Wendy van Dijk, zong De Buisonjé de titelsong Foto's in. In 2008 nam De Buisonjé deel aan het programma 71° Noord, dat hij vervolgens wist te winnen. Op 26 mei 2008 was hij gastartiest tijdens Samen met Dré in concert in de ArenA.
In januari 2010 presenteerde De Buisonjé voor het eerst de concertreeks De Vrienden van Amstel LIVE! in de Rotterdamse Ahoy. Onder andere Kane, Nick & Simon, Jan Smit, Rowwen Hèze, VanVelzen, Het Goede Doel, Novastar, 2 Unlimited en Lisa Lois traden daar op.
In 2011 en 2014 nam hij deel aan het programma De beste zangers van Nederland.
Hij presenteerde ook het programma Zij gelooft in mij, waarin ex-gedetineerden een nieuwe kans krijgen om een liefde te zoeken.
In 2016 vertolkte De Buisonjé de rol van Judas Iskariot tijdens het evenement The Passion, opgevoerd in Amersfoort. In 2016 werd hij ook beëdigd tot BABS (Buitengewoon Ambtenaar van de Burgerlijke Stand). In februari 2019 bracht De Buisonjé samen met Sem van Dijk, de zoon die hij met Wendy van Dijk heeft, een single uit genaamd Appelboom. Dit is de eerste single van Sem van Dijk.

## Televisie

### Vrienden van Amstel LIVE!
De Buisonjé presenteert sinds 2010 de show Vrienden van Amstel LIVE!. In 2012 trad hij op met Glennis Grace. Samen brachten zij het nummer Afscheid ten gehore, dat bekend is van de band Volumia!.

### Studio 9
Vanaf februari 2012 was De Buisonjé te zien als presentator in het programma Studio 9. Hierin werd een artiest voor 36 uur opgesloten in een geluidsstudio, waar hij/zij met een mystery guest met een totaal andere muziekstijl een volledig nieuw nummer moest maken. Deelnemende artiesten waren onder andere DI-RECT en Miss Montreal.

### Vrienden van Amstel zingen Kroonjuwelen
Vanaf 30 maart 2012 presenteert De Buisonjé het televisieprogramma De Vrienden van Amstel zingen Kroonjuwelen op SBS6, een show waarin bekende artiesten hun favoriete "kroonjuweel" zingen.
In 2013 was De Buisonjé actief als een van de vier juryleden in het programma The Next Pop Talent. In 2015 deed hij eenmalig mee aan de komische spelshow Alles mag op vrijdag.

### Overig
In oktober 2021 deed De Buisonjé mee aan het eerste seizoen van het televisieprogramma Het Jachtseizoen, waarin hij met Leo Alkemade een duo vormde. Ze werden na 3 uur en 55 minuten gepakt. In januari 2023 was De Buisonjé te zien als panellid in het RTL 4-programma DNA Singers. In 2024 deed hij mee aan het RTL 4-programma Make Up Your Mind.

## Privéleven

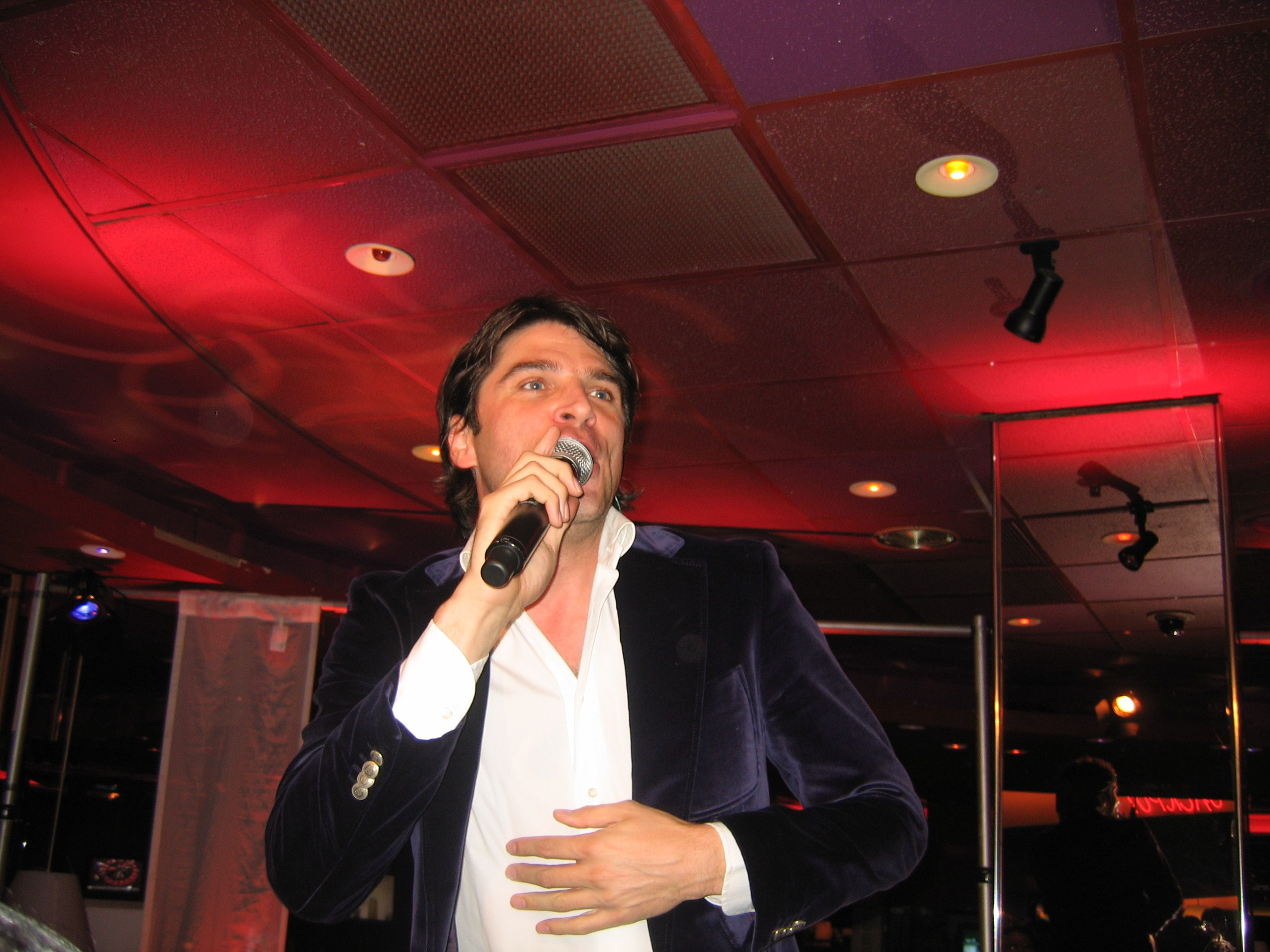
De Buisonjé in oktober 2009

De Buisonjé had jarenlang een relatie met presentatrice Wendy van Dijk. Ze hadden trouwplannen en zouden op 3 augustus 2002, na drieënhalf jaar samen, in het huwelijk treden. Twee dagen voor de bruiloft werd het afgeblazen, nadat De Buisonjé aan haar had opgebiecht dat hij meermaals vreemdgegaan was. Van Dijk was op dat moment in verwachting en beviel in 2003 van hun zoon, jeugdacteur Sem van Dijk.
Op 26 juni 2010 trouwde hij in Amstelveen voor de wet met zijn vriendin Sophie Steger, nadat het een jaar uitgesteld was. Een intieme ceremonie volgde op 1 juli. Het stel kreeg in 2010 een zoon en in 2017 een dochter.